# Ossolineum
L'Ossolineum o Istituto Nazionale Ossoliński (in polacco: Zakład Narodowy im. Ossolińskich, ZNiO) è una fondazione culturale polacca, casa editrice, istituto d'archivio e centro di ricerca di importanza nazionale fondata nel 1817. Situata nella città di Breslavia dal 1947, è la seconda istituzione più grande del suo genere in Polonia dopo l'antica Biblioteca Jagellonica di Cracovia. Il suo ramo editoriale è la più antica impronta in polacco dall'inizio del XIX secolo. Entrambe le istituzioni portano il nome del loro fondatore, il nobile polacco, il conte Józef Maksymilian Ossoliński.
Sebbene la loro origine possa essere fatta risalire alle partizioni del Commonwealth polacco-lituano nel XVIII secolo, la storia effettiva dell'istituto risale al 1817 nell'ex città polacca di Leopoli,capitale della Galizia, una provincia dell'Austria-Ungheria. L'istituto aprì le sue porte al pubblico per la prima volta nel 1817. Lo scopo di Ossoliński non era solo quello di creare una biblioteca con materiali d'archivio e altri materiali storici e una tipografia come base per la più importante istituzione culturale nazionale polacca in un momento in cui la Polonia non lo fece, ma anche per diffondere informazioni alla popolazione polacca attraverso la pubblicazione come mezzo per mantenere i legami culturali.
A causa delle continue prove esistenziali provocate da due guerre mondiali e da altri conflitti militari e politici, gran parte della biblioteca e altre raccolte furono saccheggiate, disperse o deliberatamente distrutte. Appena un terzo dei manufatti e degli oggetti stampati dell'Ossolineum arrivò a Breslavia dopo la seconda guerra mondiale. Tuttavia, quegli oggetti sopravvissero grazie all'eroica dedizione del personale, come Mieczysław Gębarowicz.
Dal suo trasferimento a ovest nel 1947, il dipartimento polacco dell'Ossolineum è diventato il più esteso del paese mentre si sforza di completare un record dell'intera opera scientifica e letteraria polacca. È il deposito di manoscritti di alcuni degli scienziati più importante polacchi, scrittori e poeti, tra cui: Nicolaus Copernicus De revolutionibus orbium coelestium, Jan Kochanowski, Adam Mickiewicz, Adam Asnyk, Jan Kasprowicz, Władysław Reymont, Stefan Żeromski, Juliusz Słowacki e in particolare, Henryk Sienkiewicz di cui è stato l'editore principale.
I dipartimenti dello ZNiO sono: la Biblioteca Ossolineum (1816), il Museo Lubomirski (1823), gli Editori Ossolineum (1827), il Museo Pan Tadeusz.

## Storia

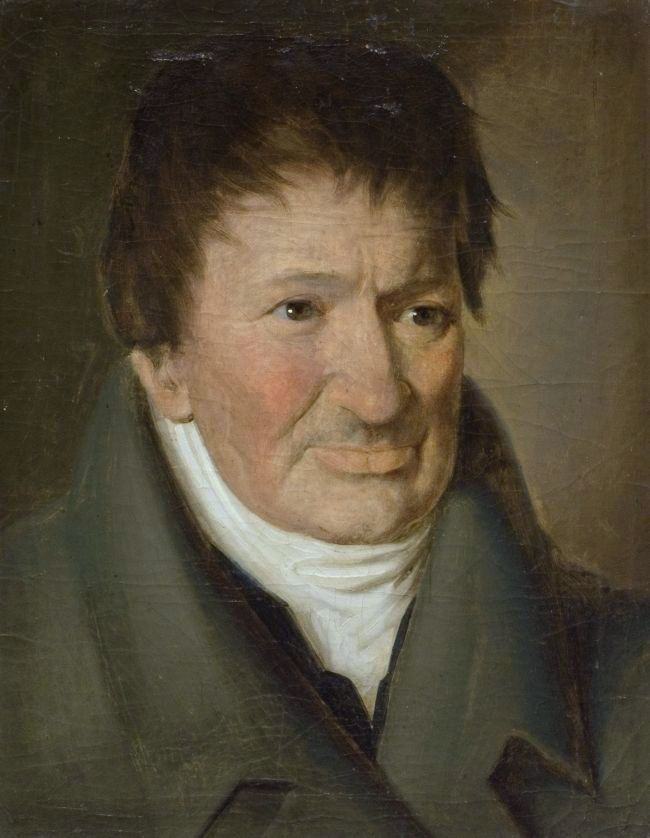
Józef Ossoliński

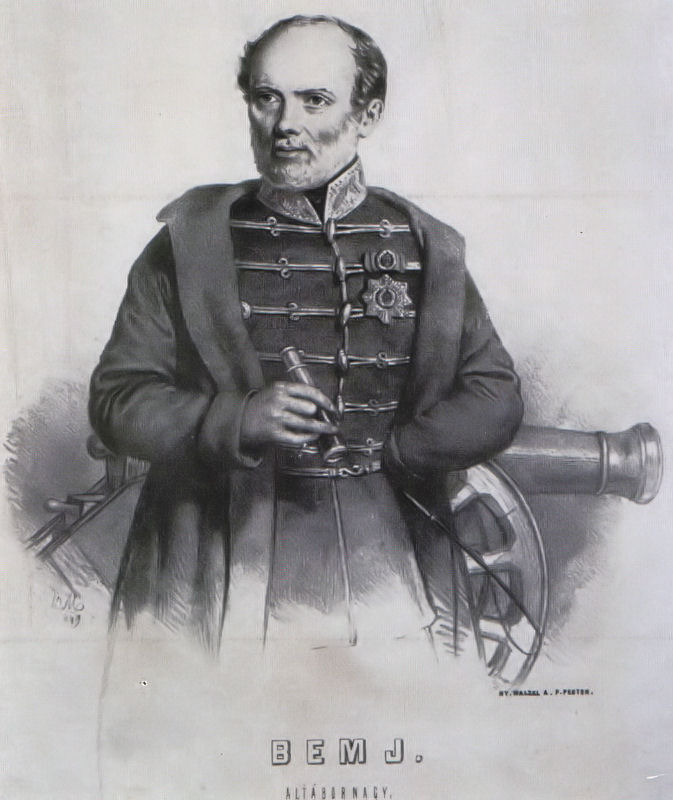
Joseph Bem nel 1848

Ossoliński che era un politico, scrittore e ricercatore che aveva dedicato la sua vita alla costruzione e alla catalogazione di una ricchissima collezione bibliotecaria, composta da libri, manoscritti, stampe e monete. È stato solo dopo una maturata riflessione e dopo aver osservato gli sviluppi del Congresso di Vienna, che optò per Leopoli, come il luogo più adatto in cui ospitare le sue 52 casse di materiali ottenute dall'approvazione dell'imperatore Francesco I. Il reddito delle sue proprietà terriere servì per oltre tre decenni a finanziare le sue acquisizioni e la sua raccolta. L'Ossolineum divenne rapidamente un celebre centro per la scienza e la cultura polacca che sopravvisse non solo sotto il dominio straniero, ma per tutta la Seconda Repubblica Polacca.
Fino all'invasione della Polonia del 1939 aveva creato una biblioteca, una casa editrice e il Museo Lubomirski. L'Istituto Nazionale Ossoliński era stato situato dalla sua fondazione fino al 1945 nell'ex convento e negli edifici della chiesa dell'Ordine delle monache carmelitane a Leopoli al 2, via Ossolińscy, (in seguito ribattezzata vulycja Stefanyka). Dopo la prima spartizione della Polonia e lo scioglimento di molti conventi da parte dell'imperatore Giuseppe II, gli edifici del convento erano diventati un rudere. Il loro restauro divenne un progetto per il generale Józef Bem che nel 1823 unì il Museo Lubomirski (originariamente fondato dal principe Henryk Lubomirski) con l'Istituto Ossoliński.
Sotto il dominio austriaco, l'Ossolineum divenne un faro per il movimento indipendentista polacco e fu uno dei centri più importanti della cultura polacca nonostante il dominio straniero e la germanizzazione delle sue strutture. Durante quel periodo ci sono state molte persecuzioni e arresti dei dipendenti dell'istituto. Ospitava una stamperia polacca clandestina all'inizio del 1840 e aveva i diritti esclusivi per la pubblicazione di libri di testo sotto la relativa autonomia galiziana. Durante lo sconvolgimento rivoluzionario nel 1848, l'Ossolineum divenne un punto di riferimento polacco in una città altamente etnicamente diversificata.

### Collezioni
In accordo con le intenzioni del suo fondatore, l'Ossolineum divenne uno dei più importanti centri di ricerca per la storia e la letteratura polacca, con una delle più grandi collezioni di libri in Polonia, nonché una vasta collezione di manoscritti e autografi, inclusi manoscritti medievali e alcuni degli incunaboli più rari. C'erano anche opere di archivi più piccoli e collezioni di libri depositati all'Ossolineum da grandi famiglie come: Jabłonowski, Piniński, Pawlikowski, Skarbek, Balzer, Sapieha, Lubomirski e Mniszech.

### Guerre di indipendenza
Dopo la rivoluzione russa e la caduta dell'impero austro-ungarico, prima ancora che la prima guerra mondiale fosse finita, la Galizia fu teatro di un ulteriore grande conflitto armato più localizzato. L'Ossolineum fu attaccato dai soldati ucraini durante i combattimenti nel 1918.
Prima della seconda guerra mondiale, la biblioteca dell'Ossolineum comprendeva 220.000 opere, oltre 6.000 manoscritti, oltre 9.000 autografi, oltre 2.000 diplomi e oltre 3.000 mappe (la collezione di Ossoliński del 1827 comprendeva 10.121 opere, 19.055 volumi, 567 manoscritti in 715 volumi, 133 mappe, 1.445 autografi). L'Ossolineum conservava anche una collezione completa della stampa polacca del XIX e XX secolo, la più grande della Polonia.
Nel suo ultimo testamento, Józef Ossoliński aveva nominato i membri della sua famiglia come curatori e direttori per garantire la continuità dell'istituto e nominato 28 importanti famiglie polacche tra le quali potevano essere scelti i successori nel caso in cui la sua stessa famiglia si fosse estinta.

### Sequestri della seconda guerra mondiale
Dopo l'acquisizione di Leopoli da parte dell'Unione Sovietica nell'invasione della Polonia, il Partito Comunista nazionalizzò e ridistribuì tutta la proprietà privata. L'Ossolineum fu chiuso e le sue biblioteche furono assorbite nella neonata filiale di Leopoli dell'Accademia delle scienze della SSR ucraina. La collezione del Museo Lubomirski fu distribuita tra i vari musei di Leopoli gestiti dagli ucraini per i due anni successivi. Durante la successiva occupazione tedesca di Leopoli, dal 29 giugno 1941 al 27 luglio 1944, la biblioteca Ossolineum fu incorporata nella struttura della nuova Staatsbibliothek tedesca di Leopoli. All'inizio del 1944, il governo tedesco decise di spostare non solo la collezione della Staatsbibilothek Lemberg (la biblioteca di Leopoli), ma anche le biblioteche universitarie e politecniche e la collezione della Società scientifica Ševčenko.
In seguito agli ordini tedeschi, due invii d'archivio furono preparati dal professor Mieczysław Gębarowicz, direttore dell'Ossolineum durante una parte della guerra, e avrebbero dovuto includere solo letteratura specificamente tedesca e una raccolta di libri di riferimento dalla sala di lettura principale. Tuttavia, nella manifestazione sono state contenute anche le collezioni speciali più pregiate e accuratamente selezionate dell'Ossolineum. Gębarowicz inviava istruzioni tramite lettere segrete ai suoi colleghi di Cracovia. In totale c'erano 2.300 manoscritti, circa 2.200 documenti, 1.700 stampe antiche, 2.400 figure e disegni da una vecchia collezione del Museo Lubomirski, la collezione Pawlikowski e centinaia di monete antiche. Inoltre, includeva anche 170 dei più preziosi manoscritti di un'altra biblioteca di fondazione polacca, la Biblioteca Baworowski, e i più preziosi manoscritti e incunaboli della Biblioteca universitaria di Leopoli. Tra la letteratura evacuata del XIX e XX secolo c'erano gli autografi di Pan Tadeusz di Adam Mickiewicz, l'intera eredità letteraria di Juliusz Słowacki e anche la collezione di manoscritti degli studiosi di Leopoli.
Il carico dell'Ossolineum raggiunse Cracovia, occupata dai tedeschi nei mesi di marzo e aprile 1944, con l'intenzione di essere immagazzinata in una cantina della Biblioteca Jagellonica durante le previste azioni militari. Tuttavia, nell'estate del 1944, la spedizione fu trasferita dai tedeschi più a ovest e immagazzinata ad Adelin (Zagrodno) vicino a Złotoryja. Fortunatamente sopravvisse a tutta la guerra e nel 1947 poté essere incorporata nella collezione della Biblioteca Ossolineum di Breslavia.
Dopo il successivo capovolgimento delle fortune militari e un secondo assedio della città di Leopoli da parte dell'esercito sovietico, fino ad allora sotto l'occupazione tedesca, dall'agosto 1944 il patrimonio librario entrò a far parte del cosiddetto settore polacco della biblioteca dell'Istituto delle scienze di Leopoli. Solo una piccola parte della biblioteca e del materiale d'archivio fu trasportata da Leopoli a Breslavia tra il 1946 e il 1947 come "dono del popolo ucraino alla nazione polacca".

### Appropriazione e distruzione del dopoguerra
Nel 1946-1947, le autorità ucraine hanno diviso la collezione Ossolineum in due parti. Hanno seguito la regola generale che tutti i materiali che si riferiscono o con origine in terre ad est della linea Curzon, in particolare quelli legati (a parere della commissione ucraina) alla storia e alla cultura dell'Ucraina occidentale, e quelli collegati in qualche modo alla Russia, Bielorussia, Podolia, Volinia, Lituania, Turchia dovevano rimanere a Leopoli. Questa regola si applicava anche a quei materiali in cui c'era un solo riferimento all'Ucraina occidentale.
In origine, gli ucraini prevedevano di consegnare solo 30.000 volumi della Biblioteca Ossolineum. Questo numero fu rivisto più volte tanto che nel maggio 1946 aveva finalmente raggiunto i 150.000 articoli tra libri, stampe del XIX e XX secolo e manoscritti. Costituiva solo il 15-20% dell'intera collezione perché non erano state prese in considerazione le raccolte grafiche e cartografiche e quasi l'intera collezione di periodici polacchi del XIX e XX secolo.
Il personale polacco non era autorizzato a partecipare al processo decisionale ed era assegnato esclusivamente a compiti tecnici, mentre le decisioni di gestione e quindi il controllo finale erano appannaggio esclusivo del personale ucraino. I locali in cui venivano imballati i materiali sono stati chiusi e al personale polacco è stato negato l'accesso. L'intera operazione è stata condotta in gran fretta.
Durante la divisione delle collezioni, sono stati applicati criteri apparentemente arbitrari. Tra le decisioni profondamente discutibili di trattenere i documenti c'erano:
- Atto di abdicazione del re Stanisław August Poniatowski
- I documenti su Leszno di John Amos Comenius poiché non era un polacco ma un boemo
- Tutto il materiale relativo ai dissidenti
- Materiali di pertinenza della Confederazione di Bar
- Corrispondenza diplomatica riguardante le partizioni della Polonia

A Leopoli è rimasta una collezione inestimabile della stampa polacca, che è rimasta non protetta e "temporaneamente" conservata per 50 anni nella chiesa gesuita dei Santi Pietro e Paolo. Questa collezione è stata successivamente deliberatamente distrutta come parte della tendenza sovietica di sradicare qualsiasi prova dell'eredità polacca e del suo ruolo di 600 anni nella storia di Leopoli.
L'Istituto Nazionale Ossoliński di Leopoli è stato ribattezzato in Biblioteca scientifica nazionale dell'Ucraina di W. Stefanyk.

## Trasferimento parziale a Breslavia
Dal 1947, la Biblioteca Ossolineum di Breslavia è stata ricomposta dalle collezioni originali dell'Ossolineum, che la Polonia aveva recuperato solo parzialmente dalle autorità sovietiche. Si stima che circa un terzo dell'intera collezione del periodo tra le due guerre sia arrivata a Breslavia. Le autorità cittadine assegnarono un'ex scuola maschile cattolica secondaria tedesca, che aveva cessato di funzionare nel 1945, come edificio principale dell'Ossolineum nell'antica Accademia di San Matteo al numero 37 di via Szewska. Successivamente sono stati forniti altri due edifici, uno al 24, Sołtysowicka Street e l'altro un museo e uno spazio espositivo a "Kamienica pod Złotym Słońcem" al 6, Rynek ("La casa sotto il sole d'oro" al n. 6, nella piazza del mercato).
Dopo la "Legge di riforma agraria" del 1945 in Polonia che aboliva le proprietà fondiarie, la principale fonte di finanziamento per il mantenimento dell'istituto si prosciugò e la commissione bilancio prese la responsabilità nel nuovo ordine della Repubblica popolare polacca. Dal 1953, anno in cui è nata l'Accademia polacca delle scienze, la Biblioteca e la casa editrice Ossolineum si sono integrate con le istituzioni dell'Accademia come due operazioni distinte, mentre il Museo Lubomirski è stato chiuso.

## L'Ossolineum oggi
Con una legge del 5 gennaio 1995, l'Istituto Nazionale Ossoliński ha ottenuto lo status di fondazione sovvenzionata dal National Exchequer. Allo stesso tempo l'Ossolineum smise di far parte dell'Accademia delle scienze polacca. I rapporti tra l'Ossolineum e la Biblioteca Stefanyk sono stati stabiliti all'inizio degli anni '90, ma per molto tempo le parti non sono riuscite a raggiungere un accordo reciprocamente soddisfacente. Nel 1997, la Polonia ha avanzato una proposta per il ritorno di tutte le collezioni dell'Ossolineum da Leopoli. Nel 2003, all'Ossolineum è stata offerta la possibilità di accesso completo alla collezione polacca conservata nella Biblioteca Stefanyk con accesso alla copia (scansione e microfilmatura) per scopi di ricerca da parte di specialisti polacchi. A Breslavia è stato raggiunto e firmato un accordo sull'accesso reciproco per la copia delle collezioni polacche e ucraine esistenti a Leopoli.
Nel 2006 è stata aperta la filiale a Leopoli dell'Istituto Nazionale Ossoliński di Breslavia. Si trova nei locali ristrutturati dell'ex Biblioteca Baworowski.
Nel 2015 la biblioteca dell'Ossolineum conteneva 1.800.000 articoli, tra edizioni complete, edizioni in serie, incunaboli, manoscritti, stampe, disegni, ex libris exlibris, monete e medaglie, sigilli, documenti relativi ad eventi sociali e microfilm. 

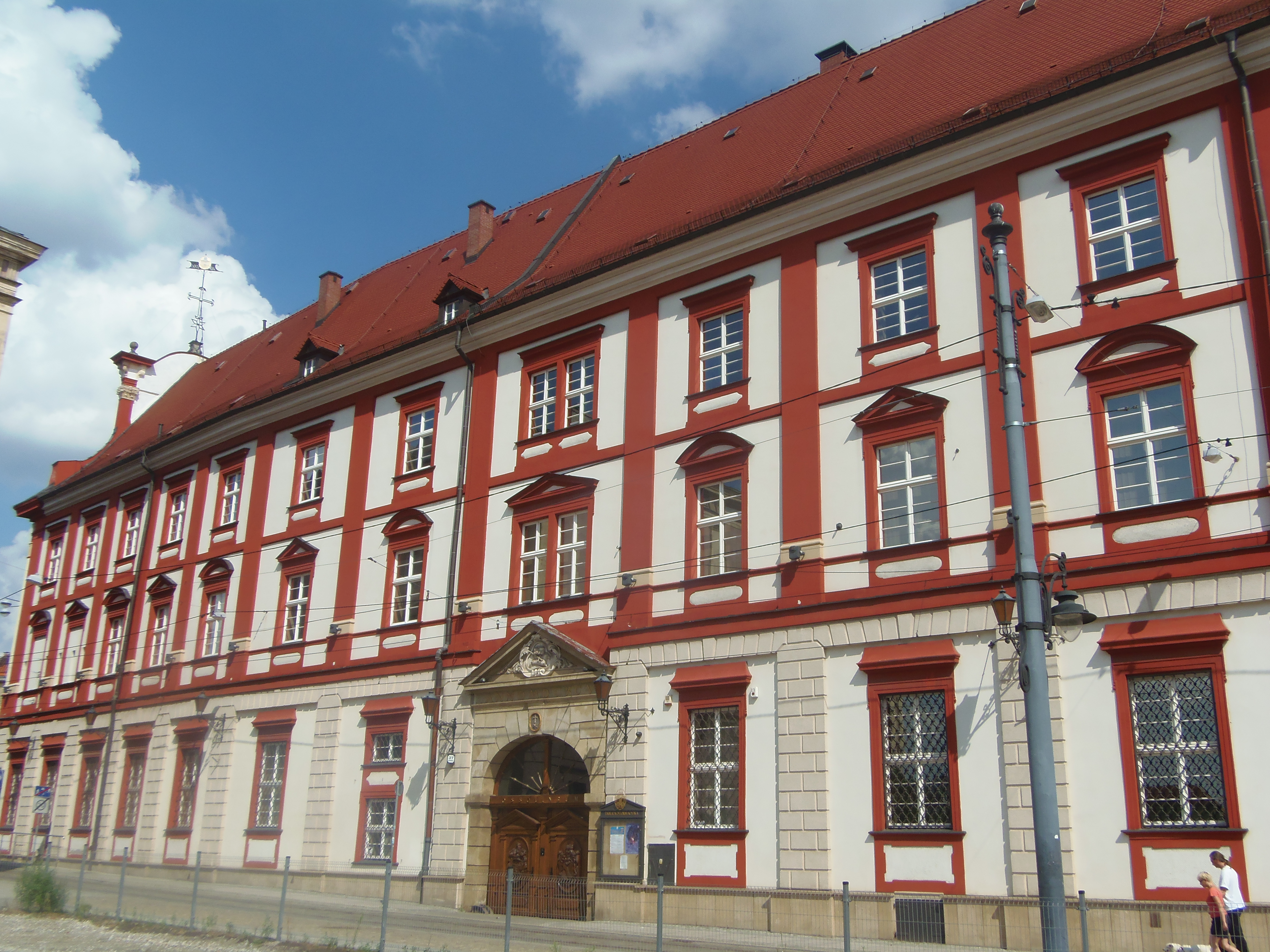
Il Museo Lubomirski a Breslavia.

### Depositi del patrimonio polacco
Da quando Józef Ossoliński donò la sua vasta collezione per avviare la fondazione e persuase Henryk Lubomirski a fare altrettanto nel 1823, i polacchi hanno continuato a donare le loro collezioni di famiglia all'Ossolineum. In alcuni casi, c'erano depositi come "prestiti" o depositi per "custodia" quando le nuvole di guerra cominciarono a raccogliersi. Tali donazioni continuano ancora oggi. La storia dell'autografo di "Pan Tadeusz" è un esempio calzante. Quando il rappresentante dei proprietari originali dell'epopea di Mickiewicz, la famiglia Tarnowski, venne a reclamare il loro "deposito" del manoscritto del bardo nazionale polacco dopo la caduta del muro di Berlino nel 1989, il suo destino sembrava sul filo del rasoio. Delicate trattative come descritte dal direttore dell'Ossolineum, Adolf Juzwenko, e il signor Tarnowski alla fine hanno portato a un 1/3 di acquisto e 2/3 di donazione, che sono riusciti sia a indennizzare la famiglia per una somma che a garantire che l'autografo rimanesse nell'Ossolineum.

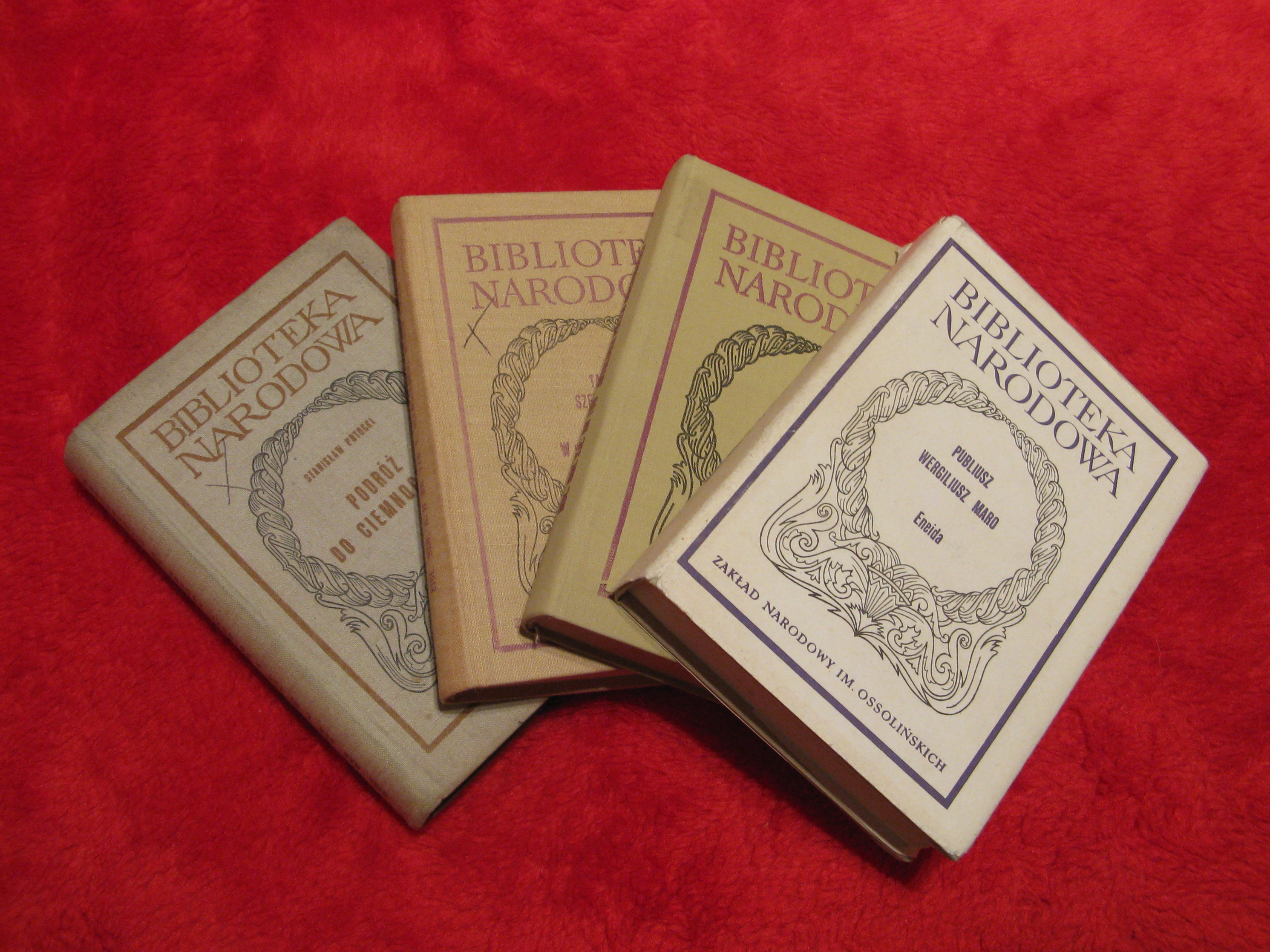
Biblioteka Narodowa

### Casa editrice
Anche prima di separarsi dall'Accademia polacca delle scienze, il ramo editoriale dell'Istituto Nazionale Ossoliński ha continuato la sua attività editoriale indipendente e ha ripreso la sua popolare serie di classici della letteratura mondiale, Biblioteka Narodowa, così come i principali progetti editoriali, come monumentale opera di riferimento Dzieje rezydencji na dawnych kresach Rzeczypospolitej - Storia delle residenze nelle ex frontiere orientali della Polonia di Roman Aftanazy (1991-1997).

## Il Museo Lubomirski
Restituito in parte il 5 gennaio 1995 a Breslavia come Museo Lubomirski, è ora la sezione di belle arti di ZNIO ospitata nel proprio edificio. La sua fondazione a Leopoli risale a un patto stipulato tra il principe Henryk Lubomirski e Józef Ossoliński il 25 dicembre 1823. Nel 1939 la collezione fu sequestrata dalla Repubblica socialista sovietica ucraina per conto dell'URSS. La collezione originale consisteva in opere di importanti maestri europei e oggetti legati alla storia della Polonia.

### Dipartimenti
La collezione Lubomirski a Leopoli era composta da:
- Archeologia e storia antica - organizzato in sezioni cronologiche conteneva esempi che vanno dai reperti archeologici del Neolitico, dell'Età del Bronzo e dell'Età del Ferro con molti reperti di ceramica fino a un museo in miniatura del martirologio polacco, una collezione numismatica a una sezione di arti applicate con Cinture polacche, cristalli e gioielli, una sezione di orologeria antica e oggetti tra cui ventagli, scatole di tabacco e altre miniature.
- Galleria di pittura - con esempi di Lucas Cranach il Vecchio, Canaletto, Gérard, Mengs, Poussin, Vernet, Silvestre e Tiziano. La sezione di stampe e disegni conteneva esempi di acqueforti, litografie e stampe delle scuole tedesca, olandese, francese e inglese, stampe e disegni antichi, tra cui: Jan Brueghel il Vecchio, Rembrandt, Peter Paul Rubens e ventiquattro disegni originali di Albrecht Dürer che aveva attirato l'attenzione personale di Hermann Göring. L'eccezionale intervento del Dipartimento di Stato americano ha portato i disegni a essere riconsegnati a un solo discendente della famiglia Lubomirski, che ha proceduto in modo controverso a venderli a vari musei.

I rappresentanti della scuola d'arte polacca erano: Bacciarelli, Brandt, Fałat, Juliusz e Wojciech Kossak, Lampi, Matejko, Piotr Michałowski, Norblin, Aleksander Orłowski, Kazimierz Pochwalski e Leon Wyczółkowski.
Gli oggetti della collezione Lubomirski recuperati a Cracovia e a Zagrodno e parte dell'arte appartenuta alla Biblioteca Pawlikowski, furono consegnati all'Ossolineum, dove divennero il nucleo del Gabinetto delle arti grafiche e della sezione Numismatica. Ci sono 700 opere europee su carta dalla donazione originale di Henryk Lubomirski, dal conte Skarbek e parte della donazione Kühnel. Oltre 1600 disegni provengono dal lascito della famiglia Pawlikowski che rappresentano opere originali di artisti polacchi. Ci sono tuttavia stampe europee dal lascito Piniński e diverse centinaia di art déco polacchi e altre stampe del periodo tra le due guerre e una collezione di 218 ritratti in miniatura. Il resto è stato trattenuto a Leopoli, compresa la maggior parte dei dipinti ora nella Galleria d'arte di Leopoli e parte della collezione grafica, cioè opere di Chodowiecki che rimangono nella Biblioteca Vasyl Stefanyk. Dei disegni di Dürer, a parte uno, sono scomparsi o sono stati venduti.